# 世界抗日戦争史実維護連合会
世界抗日戦争史実維護連合会(せかいこうにちせんそうしじついごれんごうかい、簡体字表記は世界抗日战争史实维护联合会、英語表記はGlobal Alliance for Preserving the History of WW II in Asia)は、抗日・反日ロビー活動を主眼とする中国系アメリカ人による団体。本部はアメリカ合衆国カリフォルニア州。
対日集団訴訟などへのよびかけでも強い影響力を持っており、アイリス・チャンの著書『ザ・レイプ・オブ・南京』の宣伝販売や、日本企業に強制労働を強いられたとする賠償請求運動、日本軍の慰安婦問題についての支援活動やロビー活動、2007年の日本軍慰安婦を性奴隷であり「20世紀最大の人身売買」と断定して日本に謝罪を要求したアメリカ合衆国下院121号決議が可決された際、中心的な役割を果たしたことでも知られる。
略称は抗日連合会(Global Alliance)、抗日戦争史実維護会など。本項では以下、抗日連合会と称す。

## 沿革
1988年、南イリノイ大学教授の呉天威(Tien-wei Wu)が日本軍による中国攻撃に関する季刊誌『日本侵華研究』Jih-pen ch'in-Hua yen-chiuを創刊した。この雑誌は反日雑誌と目され、呉教授が日本軍による中国での残虐行為に比べれば、アウシュヴィッツのガス室さえ人道的であると主張したことで論争を引き起こした。香港慕光英文書院校長杜学魁(Andrew Hsueh-kwei Tu)はこの雑誌を支援し、マカレスター大学の譚汝謙(Yue Him-Tam)教授も創刊に協力した。1990年8月10日から12日まで呉教授らは香港中文大学で首届近百年中日関係史国際研討会を開催した。
1994年12月にサンフランシスコで抗日連合会を結成し、杜学魁が代表になった。組織化にあたっては世界ユダヤ人会議をモデルにしたという。
なお、在米韓国人のロビー団体ワシントン挺身隊問題対策委員会 (Washington Coalition for Comfort Women Issues Inc./워싱턴정신대문제대책위원회、略称「挺対委 정대위」)は1992年12月に結成されており、ワシントン挺対委と抗日連合会は提携することもある。

## 代表者
創設者はイグナシアス・ディン(Ignatius Ding)、杜学魁。
会長はアイヴィー・リー（李）(Ivy Lee)。アイヴィー・リーは女性の社会学者でカリフォルニア州立大学で教鞭をとっていたが1997年に退官。2003年に刊行されたPeter Li編『日本の戦争犯罪（正義の探求）Japanese War Crimes: The Search for Justice』(Transaction Publishers)に論文を寄稿し、そのなかで抗日連合会がドイツの謝罪と戦後補償をモデルに、日本に戦後補償を行わせることに努力すると述べ、また90年代のGlobal Redress Movement（世界矯正・補償運動）や国際人権運動のなかで抗日連合会は誕生したと述べている。また日本人には「南京」でなく「広島」をシンボルにして自分たちを戦争の加害者でなく被害者であると主張するものもあると批判している。
2009年5月、ロッキード・マーティン社の技師だったピーター・スタネクが会長に就任し、初の非中国系会長となった(副会長はイグナシアス・ディン)。

## 組織

### 本部
抗日連合会の本部はアメリカ合衆国カリフォルニア州クパチーノにある。同地区はマイク・ホンダ議員の選挙区内でもある。

### 支部
世界中に41の支部を持つ。
カナダ支部はカナダALPHA（第二次世界大戦アジア史保存カナダ連合）。カナダにはほかにトロントALPHA、ブリティッシュコロンビアALPHAなどもある。
- 南京大屠殺索賠聯盟(Rape of Nanjing Redress Coalition)[17][5]。
- ロサンゼルス・アジア第二次世界大戦史実維護会(Alliance to Preserve the History of WWII in Asia - Los Angeles[18],略称はALPHA-LA)[5]。
- 列強侵華史実維護協会(Association for Preserving Historical Accuracy of Foreign Invasions in China)[19][5] (APHAFIC)
- British Columbia Association for Learning & Preserving the History of WW II in Asia[20][5] (B.C. ALPHA)
- 香港索償協会:[21][5]

### 提携団体
- 国際NGO「アジアでの第二次世界大戦の歴史を保存するための地球同盟」(サンフランシスコ)[2]。
- ワシントン挺身隊問題対策委員会 (Washington Coalition for Comfort Women Issues Inc.)」[9][10]。在米韓国人からなる反日団体。1992年12月に結成[11]。

## 基本方針・ミッション
公式サイトでは以下の戦略がミッション（使命）として説明されている。

<原文>
- That a full accounting for the Asia-Pacific War is imperative when ruling elements of the Japanese Government foster collective amnesia and ultra-nationalistic citizens engage in denial, justification and whitewashing of Japanese war crimes committed in the first half of the 20th century
- That unspeakable crimes against humanity were committed on a grand scale during this historical period
- That victims of war crimes and crimes against humanity are still seeking justice at the hands of Japan seven decades after the end of this war
- That a nation which forgets the past is condemned to repeat its mistakes in the future

<日本語訳>
- 日本の支配層の一分子が日本の市民に集団的な記憶喪失と超国家主義を蔓延させ、20世紀前半の日本の戦争犯罪を否認・正当化・白紙化させようとする限り、アジア・太平洋戦争の完全な説明がなされねばならない。
- 語るのもおぞましいあの日本の人道に対する罪は大規模なものであった。
- 日本の戦争犯罪と人道に対する罪の犠牲者は戦後70年経っていまなお日本によって正義がなされることを望んでいる。
- 過去を忘却する民族がその過ちを今後繰り返すたびに、そのつど非難されねばならない。

## 活動

### 『ザ・レイプ・オブ・南京』の宣伝
- 1997年にアイリス・チャンの『ザ・レイプ・オブ・南京』の宣伝と販売促進を行う[22]。

### 戦争犯罪と矯正国際会議
東京で1999年12月10日から12日にかけて、東京ウィメンズプラザと社会文化会館で開催された「戦争犯罪と矯正に関する国際市民フォーラム(International Citizens' Forum on War Crimes and Redress)」を共催した。この会議では南京大虐殺と慰安婦問題について研究と議論がなされた。

### 戦時強制労働の対日賠償請求運動
ヘイデン法成立後、同法を根拠にしてシーメンスやフォルクスワーゲン、ドイツ銀行などがナチス時の強制労働の損害賠償をユダヤ系団体から請求され提訴されるのと並行して、日本企業への集団訴訟もカリフォルニア州で相次いだ。
1999年8月11日、元米兵が太平洋戦争時に捕虜となり炭鉱で強制労働させられたとして三井鉱山、三井物産など日系企業を損害賠償でロサンゼルス郡上位裁判所に提訴。9月7日には在米韓国人が八幡製鐵での労働についてワシントン地裁に提訴し、担当したサンディエゴ市在住のデービッド・ケーシー弁護士は「これは始まりに過ぎない。今後、米国内でこの種の訴訟は激増する」と声明を発表した。
抗日戦争史実維護会などの支援活動
1999年9月9日には中国系の反日市民団体の抗日戦争史実維護会（世界抗日戦争史実維護会）が日本に強制労働を強いられた元米兵・中国・朝鮮人ら約500人が日本企業1000社に対して損害賠償を求める集団訴訟を行うと発表。抗日戦争史実維護会は世界に41の支部を持ち、対日集団訴訟を支援した。同団体はアイリス・チャンの著書『ザ・レイプ・オブ・南京』の宣伝販売を行うなどの活動でも知られ、サンディエゴ州立大学名誉教授アルビン・コークスは対日集団訴訟が広がった背景には、史実として未確認の叙述の多いアイリス・チャンの著書の影響があり、「南京大虐殺＝第二次大戦の忘れられたホロコースト」という文言がアメリカで独り歩きしていると指摘した。
このほか、サンフランシスコに本部を置く国際NGO「アジアでの第二次世界大戦の歴史を保存するための地球同盟」や、在米韓国・中国人からなる反日団体の「ワシントン慰安婦問題連合Inc (Washington Coalition for Comfort Women Issues Inc.)」なども集団訴訟を支援した。ワシントン慰安婦問題連合は1992年12月に結成され、2000年12月の東京での女性国際戦犯法廷にも関わり、また抗日戦争史実維護会と同じく『ザ・レイプ・オブ・南京』の宣伝販売を支援した。古森義久は、これらの反日組織は日本の戦争犯罪を誇張し、日本の賠償や謝罪の実績をなかったことして非難を続けるとした。さらに対日攻撃の手段が米国での訴訟やプロパガンダであり、慰安婦問題訴訟はその典型であり、「米国での日本糾弾は超大国の米国が国際世論の場に近いことや、日本側が同盟国の米国での判断やイメージを最も気にかけることを熟知したうえでの戦術だろう」と評している。集団訴訟の原告側の弁護士は2001年春に上海で開かれた慰安婦問題シンポジウムに参加している。
1999年9月14日、元米兵が三菱マテリアル、三菱商事をオレンジ郡上位裁判所に提訴。10月8日には韓国系アメリカ人が太平洋セメントを集団訴訟の形式でロサンゼルス郡地裁に提訴した。10月22日には在米韓国人が石川島播磨重工業と住友重機械工業を集団訴訟でサンフランシスコ上位裁判所に提訴し、訴状では戦時中日本に強制連行された朝鮮人の総数は約600万人で、約150万人が日本本土に連行されたと主張された。2000年2月24日、元英兵がジャパンエナジーを提訴した。
日本側の反応
1999年11月9日、柳井俊二駐米大使は日本国との平和条約第14条、19条で請求権問題は解決しており、集団訴訟には法的根拠がないと答弁した。また対日集団訴訟は、ナチス戦争犯罪追及に便乗したもので「日本はそのような犯罪は犯していない。杉原千畝氏のような人もいる。ナチスと一緒にされてはたまらない」と述べた。
1999年11月4日、民主党シューマー議員がユダヤ人団体の訴えを支援して、ヘイデン法と同様の法案を米上院に提案した。2000年4月には東部のロードアイランド州上院議会でヘイデン法と同様の法案が可決され、さらにネブラスカ州、カンザス州、ウエストバージニア州、テキサス州、フロリダ州、ジョージア州、ミズリー州などでも同様の法案が提出された。
2000年5月16日には韓国人とフィリピン人グループらが日本企業27社を提訴、原告集団は数十万人にのぼった。同年8月22日、中国人が三菱グループをロサンゼルス郡上位裁判所に提訴、原告集団は数十万人。
米上院司法委員会公聴会
2000年6月28日の米上院司法委員会公聴会で共和党のハッチ委員長は「日本はビルマに賠償しており、米国民も日本に賠償請求する権利がある」と述べた。これに対して国務省ベタウアー法律顧問代理は「日本国との平和条約26条はソ連など共産主義国との講和交渉で、日本に領土問題などで不当な要求を受け入れさせないための措置だった」として、企業への民事訴訟は想定されていないと答弁した。ハッチ委員長は「条文解釈を再検討すべき」と述べた。ウォールストリート・ジャーナルは2000年8月30日の社説で、「戦時中の日本軍の残虐行為を忘却してはならないが、今の日本企業を半世紀以上前に起こった行為ゆえに非難することは軽々しくすべきではない」として、平和条約による請求権放棄、また日本は戦後、中国をはじめとして270億ドルの賠償金および多額の対外経済協力を行なってきたと、原告側を批判した。
1999年9月9日、抗日連合会は戦時強制労働の対日賠償請求運動(対日集団訴訟)への支援として、強制労働を強いられた元米兵・中国・朝鮮人ら約500人が日本企業1000社に対して損害賠償を求める集団訴訟を行うと発表。その後、元米兵、韓国系アメリカ人、元英兵らが三菱マテリアル、三菱商事、太平洋セメント、石川島播磨重工業、住友重機械工業(訴状で日本に強制連行された朝鮮人総数は約600万人で、約150万人が日本本土に連行されたと主張された)などが訴えられた。
2000年5月16日には韓国人とフィリピン人グループらが日本企業27社を提訴、原告集団は数十万人にのぼった。2000年8月22日、中国人が三菱グループをロサンゼルス郡上位裁判所に提訴、原告集団は数十万人。
サンフランシスコに本部を置く国際NGO「アジアでの第二次世界大戦の歴史を保存するための地球同盟」やワシントン挺対委も、これらの対日集団訴訟を支援した。ワシントン挺対委は2000年12月の東京での女性国際戦犯法廷にも関わり、抗日連合会と同じく『ザ・レイプ・オブ・南京』の宣伝販売を支援した。また、集団訴訟の原告側の弁護士は2001年春に上海で開かれた慰安婦問題シンポジウムに参加している。
1999年9月9日には中国系の抗日戦争史実維護会（世界抗日戦争史実維護会）が日本に強制労働を強いられた元米兵・中国・朝鮮人ら約500人が日本企業1000社に対して損害賠償を求める集団訴訟を行うと発表。抗日戦争史実維護会は世界に41の支部を持ち、対日集団訴訟を支援した。このほか、サンフランシスコに本部を置く国際NGO「アジアでの第二次世界大戦の歴史を保存するための地球同盟」や、在米韓国・中国人からなる「ワシントン慰安婦問題連合Inc (Washington Coalition for Comfort Women Issues Inc.、WCCW)」なども集団訴訟を支援した。WCCWは1992年12月に結成され、2000年12月の東京での女性国際戦犯法廷にも関わり、また抗日戦争史実維護会と同じく『ザ・レイプ・オブ・南京』の宣伝販売を支援した。古森義久は、これらの反日組織は日本の戦争犯罪を誇張し、日本の賠償や謝罪の実績をなかったことして非難を続けるとした。さらに対日攻撃の手段が米国での訴訟やプロパガンダで、慰安婦問題訴訟はその典型であり、「米国での日本糾弾は超大国の米国が国際世論の場に近いことや、日本側が同盟国の米国での判断やイメージを最も気にかけることを熟知したうえでの戦術だろう」と評している。集団訴訟の原告側の弁護士は2001年春に上海で開かれた慰安婦問題シンポジウムに参加している。
9月14日、元米兵が三菱マテリアル、三菱商事をオレンジ郡上位裁判所に提訴。10月8日には韓国系アメリカ人が太平洋セメントを集団訴訟でロサンゼルス郡地裁に提訴した。10月22日には在米韓国人が石川島播磨重工業と住友重機械工業を集団訴訟でサンフランシスコ上位裁判所に提訴し、訴状では戦時中日本に強制連行された朝鮮人の総数は約600万人で、約150万人が日本本土に連行されたと主張された。2000年2月24日、元英兵がジャパンエナジーを提訴した。

### 慰安婦訴訟
2000年9月18日、第二次世界大戦中に日本軍に慰安婦にさせられたとする在米中国人や韓国、フィリピン、台湾人女性ら計15人が、日本政府を相手取って損害賠償請求の集団訴訟をワシントン連邦地方裁判所で起こした。日本政府は「日本国との平和条約（サンフランシスコ講和条約）での国家間の合意で解決ずみ」としてワシントン地裁に訴えの却下を求めた。
2000年9月21日、サンフランシスコ連邦地方裁判所は「日本国との平和条約において請求権は決着済み」「追加賠償を求めることは同条約によって阻まれている」として元米兵や元連合軍人らの集団訴訟12件に対して請求棄却した。集団訴訟の請求内容が日本国との平和条約に密接に関係するため、サンフランシスコ連邦地方裁判所のボーン・R・ウォーカー判事が「アメリカの連邦法や条約に関わる訴訟は連邦裁判所が裁判管轄権を有する」として27件を一括処理した。ウォーカー判事は、元軍人による13件の訴訟については、日本国との平和条約14条に抵触することは明白とし、さらに原告が日本国との平和条約26条について「日本は他の六カ国との協定で賠償責任を認める好条件を出したから、連合国国民も請求できる」と主張した件については「26条の適用請求を決定するのは条約の当事者である米国政府であって、原告個人ではない」と却下した。他方、中国・韓国人・フィリピン人らの集団訴訟には他の争点があるため審理継続とされた。
しかし、慰安婦訴訟は2006年2月21日にアメリカ合衆国最高裁判所が却下の最終司法判断を下したことで、米国の司法当局および裁判所が日本軍慰安婦案件については米国で裁くことはできなくなり、また米国で訴訟を起こすこともできなくなった。これらの集団訴訟に際してアメリカ合衆国政府・国務省・司法省は一貫して「サンフランシスコ平和条約で解決済み」との日本政府と同じ立場を明言した。ただし立法府（議会）はこの限りではないため、その後も下院などで非難決議が出されていく。

### 中国政府との連携
2002年2月には上海で中国政府が開催した「第2次世界大戦の補償問題に関する国際法律会議」にも参加しており、中西輝政は、抗日連合会が中国政府と連携していると述べている。

### 日本の国連安保理常任理事国入りに反対する署名活動
2005年には日本の国連安保理常任理事国入りに反対するために全世界で数千万人の署名を集めた。

### カナダ教科書への南京大虐殺記載運動
2005年、カナダ支部のカナダALPHAのロビー活動で、カナダの教科書に南京大虐殺がナチスによるユダヤ人ホロコーストに並んで記載された。

### 日本糾弾国際会議
2007年10月4日から6日まで米国ロスアンジェルスで日本糾弾国際会議を主催。

### 対日謝罪要求決議の採択運動

#### アメリカ合衆国下院
2007年1月末に民主党のマイク・ホンダ下院議員らが慰安婦問題に関する日本への謝罪要求決議案を提出し、2007年7月30日、日本は慰安婦制度によって「20世紀最大の人身売買」を行い性奴隷としたとして日本に謝罪を要求したアメリカ合衆国下院121号決議が可決された。
抗日連合会はマイク・ホンダ下院議員に多額の政治献金をして、決議採択に際して中心的な役割を果たした。マイク・ホンダは米国議員のなかで最も多額である13万9,154ドルの政治資金を集めたとも報道されている。しかし、決議採択直後の2007年8月末、マイク・ホンダ議員が中国系アメリカ人のノーマン・スー（徐詠芫）から資金提供を受けていたことが発覚し、謝罪した。
抗日連合会の他にも、在米韓国人によって全米各地に設立した慰安婦謝罪決議案採択のための汎対策委員会などの韓国系アメリカ人によるアメリカ下院議員へのロビー活動も決議採択にあたっての役割を果たした。日本政府も採択阻止のため4200万円かけてロビー活動を展開したが、失敗した。
その後、対日謝罪要求決議は世界各地で波及し、2007年9月20日にオーストラリア上院、11月20日にオランダ下院、11月28日にカナダ下院で対日謝罪決議が採択された。

#### カナダでの対日謝罪決議採択活動
カナダの決議案では「日本政府は日本軍のための『慰安婦』の性的な奴隷化や人身売買は実在しなかったとするような主張は明確かつ公的に否定していくこと」と明記された。カナダで対日謝罪決議を推進したのは野党の新民主党の中国系女性議員オリビア・チョウ（鄒至蕙）であった。
カナダでの決議採択は2007年3月27日に国際人権小委員会で賛成4票、反対3票で可決、次にカナダ下院外交委員会で5月10日に審議されたがカナダ保守党議員らが「日本への内政干渉だ」「日本はすでに謝罪している」と反対、再調査として差し戻された。
以降、カナダALPHAの活動は過激化し、カナダ全土の中国系住民をはじめ韓国系・日系住民を動員し、トロントALPHA、ブリティッシュコロンビアALPHAなどの組織を編成、セミナーやロビー活動を展開した。
2007年10月4日から6日まで米国ロスアンジェルスで開催された世界抗日戦争史実維護連合会主催の日本糾弾国際会議でエニ・ファレオマバエンガ米国下院議員が「今後は女性の弾圧や人権の抑圧に関して、日本の慰安婦問題から次元を高めて、国際的な条約や協定の違反行為へと監視の視線を向けていくべきだ。日本ばかりを糾弾しても意味がない。日本にいまさら慰安婦問題などで賠償を払わせることはできない」と主張したが、カナダALPHA議長セルカ・リットは「日本国民の意識を高めるために日本政府を非難し続けることの方が必要」と反論、同会議の声明では日本のみを対象とした謝罪賠償が要求された。
その後、2007年12月13日にEUの欧州議会本会議、2008年3月11日にフィリピン下院外交委、10月27日に韓国国会は謝罪と賠償、歴史教科書記載などを求める決議採択、11月11日に台湾などが対日謝罪要求決議を採択した。
これらの決議を採択した国はサンフランシスコ講和条約締結国を多く含み、また朝鮮戦争に国連軍として参加した国も含まれ、韓国軍慰安婦を活用してもいた。
古森義久や渡部昇一は東京裁判やサンフランシスコ講和条約で日本軍の戦争責任や賠償は終わっており、講和条約以前のことを持ち出すことは国際法違反と批判している。政策研究大学院大学教授の北岡伸一も「21世紀の人権感覚を過去の歴史に適用するのは、いかにも乱暴」と述べている。元外交官の東郷和彦も、戦後日本の法的秩序を全壊させかねないような過剰な「法的責任の追及」は遠慮してもらいたいと述べている。

### 今後の活動に関する2009年の声明
2009年5月、ロッキード・マーティン社の技師だったピーター・スタネクが会長に就任し、初の非中国系会長となった。しかし、イグナシアス・ディンが副会長を務めており、古森義久は「『中国系団体』の印象を薄めるために非中国系のスタネク氏を会長に起用した」とみた。ちなみにスタネクの配偶者であるジーン・チャンは「戦時中に中国・広東で幼少期を過ごした」ということから中国系とみられる。
スタネク会長が就任時に会見で述べたと報じられたのは以下の3点。
1. 同連合会の活動目標は第二次大戦での日本軍の残虐行為への日本政府の謝罪とその犠牲者への賠償の獲得とする。
2. 日本軍はアジア全域で合計3000万人の非武装の民間人を殺した。
3. 日本軍の「性の奴隷」の慰安婦は朝鮮と中国でそれぞれ約25万人ずつが徴用された。

### 政治家への支援
1996年頃から、マイク・ホンダへの支援を開始。ホンダが連邦下院議員に初当選した2000年の選挙でも資金・組織の両面で支援をおこなった。ホンダはさまざまな対日事案（慰安婦、南京事件、日本軍の元捕虜だったアメリカ軍人への補償問題）において抗日連合会と連携した。2014年の中間選挙ではホンダの対立候補ロー・カンナへの支援に切り替えた。